# Ярмаут (Мен)
Ярмаут (англ. Yarmouth) — місто (англ. town) в США, в окрузі Камберленд штату Мен. Населення — 8990 осіб (2020).

## Демографія
Згідно з переписом 2010 року, у місті мешкало 8349 осіб у 3522 домогосподарствах у складі 2317 родин. Було 3819 помешкань
Расовий склад населення:
| - 96,9 % — білих - 1,2 % — азіатів - 0,5 % — чорних або афроамериканців - 0,2 % — корінних американців |

До двох чи більше рас належало 1,0 %. Частка іспаномовних становила 1,2 % від усіх жителів.
За віковим діапазоном населення розподілялося таким чином: 22,8 % — особи молодші 18 років, 60,5 % — особи у віці 18—64 років, 16,7 % — особи у віці 65 років та старші. Медіана віку мешканця становила 45,9 року. На 100 осіб жіночої статі у місті припадало 89,0 чоловіків;  на 100 жінок у віці від 18 років та старших — 85,1 чоловіків також старших 18 років.
Середній дохід на одне домашнє господарство  становив 117 636 доларів США (медіана — 77 695), а середній дохід на одну сім'ю — 150 467 доларів (медіана — 104 112). Медіана доходів становила 78 102 долари для чоловіків та 49 321 долар для жінок. За межею бідності перебувало 5,3 % осіб, у тому числі 6,1 % дітей у віці до 18 років та 7,2 % осіб у віці 65 років та старших.
Цивільне працевлаштоване населення становило 4111 осіб. Основні галузі зайнятості: освіта, охорона здоров'я та соціальна допомога — 25,9 %, науковці, спеціалісти, менеджери — 15,7 %, фінанси, страхування та нерухомість — 13,4 %, роздрібна торгівля — 11,5 %.